# Madeleine Novarina
 (septembre 2012).
Si vous disposez d'ouvrages ou d'articles de référence ou si vous connaissez des sites web de qualité traitant du thème abordé ici, merci de compléter l'article en donnant les références utiles à sa vérifiabilité et en les liant à la section « Notes et références ».
Madeleine Novarina, née le 28 novembre 1923 à Thonon-les-Bains et morte le 8 novembre 1991 à Rueil-Malmaison, est une peintre et poétesse française.
Elle est la tante du dramaturge Valère Novarina.

## Biographie
Jeunesse
Elle est la fille de Joseph Novarina, entrepreneur de maçonnerie à Thonon-les-Bains, et la sœur du futur architecte Maurice Novarina. Elle est cousine avec le peintre Constant Rey-Millet. C’est uniquement son instinct qui la pousse à créer des formes libres, en obéissant à des suggestions de son subconscient et aux exigences de son imagination débordante. Au sortir de ses études, son père refuse qu’elle intègre l’école des Beaux-arts. Elle accomplit donc son apprentissage avec son cousin Constant, qui lui offrit son premier et prestigieux chevalet, qui avait appartenu à Johan Barthold Jongkind.
Résistante et arrêtée
Rencontre avec Brauner
Madeleine Novarina étouffe dans la vie de province et se décide à gagner Paris, où en mars 1946, elle fait la rencontre décisive de Victor Brauner. La jeune femme est séduite par son art visionnaire et devient une intime du peintre et de son entourage. Sa première exposition a lieu durant le 1er Salon des Surindépendants (Paris). Ses gouaches sont remarquées par André Breton, qui l’invite à prendre part aux réunions du groupe surréaliste, le lundi au Café de la Place Blanche et le jeudi aux Deux Magots. Un jour, Breton l’apostrophe : « À votre avis, est-ce la Nature qui va vers l’homme ou l’homme qui va vers la Nature ? » La réponse de Madeleine Novarina enchante Breton : « Quand la Nature et l’homme se découvrent mutuellement, ils se jettent tous deux dans les bras l’un de l’autre. Ils font ça ensemble, d’un même mouvement simultané, tels deux amis ou deux amants qui se retrouvent après une longue absence. » Son art s’affirme de plus en plus et obtient les faveurs de Hans Bellmer, de Benjamin Péret et de Victor Brauner, lesquels sont rejoints en 1953 par Max Ernst et Dorothea Tanning, Yves Tanguy et Kay Sage. Au printemps 1954, Victor Brauner entraîne Sarane Alexandrian chez Madeleine. Au début du mois de novembre 1954, débute leur liaison : ils se marient le 28 juillet 1959.
Vitraux et patchworks
Son frère Maurice, alors architecte en chef des bâtiments civils et des palais nationaux, lui obtient la commande de seize vitraux pour l'église néogothique de Vieugy, ainsi que pour celle de Marignier. Elle est considérée comme « la première femme dans l’histoire de l’art qui ait réalisé tous les vitraux d’une église en un style résolument moderne ». Elle réalisera également des vitraux de l’église Notre-Dame-de-la-Paix à Villeparisis. Elle obtient peu après deux commandes importantes, pour le vitrail des fonts baptismaux de la basilique de Thonon-les-Bains, et ceux de la chapelle funéraire de l’église Saint-Maurice d’Annecy. Ses travaux sur les vitraux conduisent Madeleine à opérer une importante mutation dans sa peinture, afin d’obtenir une unification de son style : « C’était l’emploi de la gouache qui l’amenait naguère à tracer librement des "improvisations psychiques" ou à élaborer une imagerie provocante. Or, elle peignait maintenant à l’huile sur des toiles et ne voulait pas se contenter d’y transposer les formes de ses gouaches. Elle se lança donc dans des tableaux qu’elle appela ses "patchworks", qui furent en concordance avec ses maquettes mi-abstraites mi-figuratives, parfois les préparèrent ou les prolongèrent, mais surtout les concurrencèrent, leur trouvant des équivalences plastiques au dessin plus onduleux, aux teintes plus amorties. ».
Dernières années
Madeleine compose des patchworks jusqu’en 1971, en cherchant de nouveaux motifs calligraphiques. Mais durant l’été 1972, son médecin lui diagnostique une tumeur maligne. Trop affaiblie, elle doit renoncer à la peinture, ne réalisant par la suite que des dessins automatiques ; sa main, comme l’aiguille d’un appareil enregistreur, traduisant - selon son époux - la sensation de l’artiste devant des modèles intérieurs qui s’imposent à elle. Le 2 novembre 1991, Madeleine Novarina tombe dans le coma et décède six jours plus tard.

## Les périodes de la peinture de Madeleine Novarina
Madeleine Novarina a été authentiquement peintre à travers son évolution qui fut constante, et qui manifesta sa volonté de varier son art tout en affirmant sa personnalité par ses recherches picturales successives. Sarane Alexandrian résume cette évolution en trois périodes : « D’abord une "période surréaliste", de 1937 à 1957, depuis les dessins qu’elle fit à partir de quatorze ans jusqu’aux gouaches et aux encres qu’elle cessa de pratiquer à trente-trois ans. Ensuite, une deuxième période plus traditionnelle, caractérisée par ses vitraux, ses mosaïques, ses tableaux à l’huile dits "patchworks", ses dessins au pinceau et à l’encre de Chine déployant une imagerie surprenante et diverse, allant des scènes d’un cirque idéal aux ébats de femmes voluptueuses et gaies. Enfin, après l’interruption due à une grande maladie, en juillet 1972, entraînant une renonciation de sa part aux tableaux de chevalet, sa troisième période, de 1975 à 1986, se limitera à des dessins à l’encre noire et aux encres de couleur (la plupart formant la série des "Images du centre de moi"), à des gouaches et à des aquarelles constituant ses "Paysages intérieurs" et ses "Microcosmes". Cette dernière phase de sa production, dépendant de ses humeurs et des circonstances, se raréfiant peu à peu, cerna des états du psychisme d’une manière plus méthodique, plus « constructiviste », que dans son surréalisme initial. »

## La poésie de Madeleine Novarina
Madeleine Novarina a peint et écrit des poèmes sa vie durant, non pour se faire remarquer, mais pour être ; être une artiste accomplie, dont l’évolution fut constante, et qui manifesta toujours une réelle volonté de varier sa création par des recherches picturales successives. Admiré par André Breton, au Salon des Surindépendants, en octobre 1946, puis par Benjamin Péret, Hans Bellmer, Yves Tanguy ou Max Ernst, l’art de Madeleine Novarina allait de pair avec l’affirmation de sa personnalité sans concession, qui subjugua Victor Brauner. C’est dans l’entourage du créateur de Congloméros, qu’elle fit, en 1954, la rencontre de Sarane Alexandrian avec qui elle finira par vivre, jusqu’à sa disparition. Peinte ou écrite, la poésie de Madeleine Novarina obéit toujours aux impulsions profondes de son être et non aux conventions mondaines. Elle délaissa la poésie écrite au profit de la peinture, mais à partir de 1965, elle éprouva le besoin d’y revenir avec plus d’application. Elle écrivait spontanément par réaction aux provocations à son environnement. Son ardeur de vivre, que contrariaient des conditions de vie insatisfaisantes, s’épanchait en notations comparables à des cris du cœur ou des cris du sexe. Elle a recopié dans un grand cahier vert les quarante-cinq poèmes, que l’on peut lire dans ce recueil, rescapés d’une série plus nombreuse répartie sur des feuilles volantes détruites ultérieurement. Écrits entre 1966 et 1969, ses poèmes témoignent de la jeunesse persistante de son caractère. Nous savons, qu’elle tenait beaucoup au titre, d’Autour du lieu, parce qu’il exprimait sa nostalgie de n’avoir pas trouvé le lieu d’habitation où elle aurait aimé vivre. Ces poèmes d’une femme peintre mariée à un écrivain d’avant-garde illustrent, en allusions plus ou moins mystérieuses, la situation souvent pathétique d’un tel couple dans la société parisienne. « La vie d’artiste à deux », identifie ainsi des amants de cette sorte à un boulanger et à une boulangère sur veillant la cuisson d’un pain bis. Le lieu, c’était celui où à Paris son couple assumait son double combat littéraire et artistique ; mais c’était aussi son lieu natal de Thonon-les-Bains. Le moindre fait de sa vie conjugale lui servait ainsi de thème pour un développement lyrique. Sa poésie pourrait donc se résumer à un commentaire impulsif de l’histoire secrète de son intimité.